# Стахановское движение
Стаха́новское движе́ние — массовое движение последователей Алексея Стаханова в СССР, новаторов социалистического производства — рабочих, колхозников, инженерно-технических работников, многократно превышавших установленные нормы производства за счёт рационализации инструментов, технологий и процессов, и разнообразных служащих (вплоть до разносчиц в кафе и официанток в ресторанах).

## Предпосылки
Вопрос мотивации работников к эффективному труду характерен для всех обществ, однако  в течение первых двух десятилетий после победы Октябрьской революции 1917 г.  в России и Советском Союзе пришлось решать его на совершенно новом историческом материале.  Одним из последствий революции 1917 г. было падение трудовой, производственной и технологической дисциплины, социальное зазнайство рабочих, недоверие к техническим специалистам и администраторам («старым кадрам»), нежелание точно и быстро исполнять их распоряжения. В ситуации, когда применение принудительных и административных методов для роста трудовой и исполнительской дисциплины было невозможно, удачной находкой советского руководства стало поощрение неантагонистической конкуренции - социалистического соревнования и движения ударников труда.
Для решения этой задачи требовалось пересмотреть систему морального и материального стимулирования и поощрения участников соревнования, создать эффективную систему измерения и проверки индивидуального трудового вклада в общий результат, перейдя от   повременной к сдельной оплате труда, основанной на принципе - каков процент выполнения нормы, такова и оплата.

## История движения
Движение возникло в 1935 году и было названо по имени забойщика шахты «Центральная-Ирмино» (Донбасс) Алексея Стаханова, добывшего в ночь с 30 на 31 августа 1935 года за смену (5 ч. 45 мин.) 102 тонны угля при норме в 7 тонн. Это был мировой рекорд производительности труда на отбойном молотке, которого Стаханову помогли достичь шахтёры Петров и Машуров, а также крепильщики Щёголев и Борисенко. Через 19 дней, 19 сентября, Стаханов побил собственный рекорд, выдав на гора 227 тонн угля. Весной 1936 года он добыл за смену 324 тонны. Шахтёр прославился на весь мир, а стахановское движение обрело всесоюзный масштаб и позволило вдвое увеличить темпы роста производительности труда в СССР. В начале 1936 года этот рекорд выработки был побит, когда шахтёр из Горловки Никита Изотов, один из видных донбасских рационализаторов, добыл 607 тонн, что, в свою очередь, привело к появлению Изотовского движения.
Среди железнодорожников зачинателем стахановского движения стал машинист Донецкой железной дороги Пётр Кривонос, который 1 июля 1935 года (за два месяца до рекорда Стаханова) провел состав с углём с технической скоростью, превысившей норму на 9 км/час. Его почин распространился по всем подразделениям железнодорожного транспорта, причём большую роль в его популяризации играли коллективные методы работы - создание ударных и комсомольско-молодёжных бригад, в которых прежде нерадивые работники начинали проявлять себя с лучшей стороны. Так, диспетчер Краснодарского отделения Азово-Черноморской железной дороги, комсомолец А. Гнедин предложил организовать соревнование между дежурными сменами, в результате чего его смена стала выполнять план оборота вагонов на 127%, а план погрузки - на 117%.
Стахановское движение охватило всю страну, включая даже места лишения свободы. По итогам 1935 года «было награждено 259 заключенных деньгами, костюмами и часами, грамотами». В циркуляре № 198 от 7 июня 1936 года «Об итогах социалистического соревнования между совхозами ХОЗО АХУ и ГУЛТП и МЗ НКВД СССР за 1935 год» сообщается, что применение стахановских методов труда обеспечило значительный прирост производительности. 
Стахановское движение серьёзно материально поощрялось премиями и пропагандировалось Всесоюзной Коммунистической партией как новый этап социалистического соревнования и форма повышения производительности труда. Широкую известность получили такие новаторы, как Е.П. Агарков, П.Н. Ангелина, А.Х. Бусыгин, Е.В. Виноградова, М.И. Виноградова, В.И. Гаганова, И.И. Гудов, Н.А. Изотов, И.М. Кавчук, К.П. Королёва, П.Ф. Кривонос, Н.А. Лунин, М.Н. Мазай, Н.С. Сметанин, А.Г. Стаханов, А.М. Черкасова.
Высокая производительность труда стахановцев объяснялась применением особых «стахановских» методов. В целом они сводились к внесению в производственный процесс полезных корректировок, а также к повышению трудовой дисциплины: сокращению перекуров, заблаговременной подготовке рабочего места и т. д. Немалую роль при этом играло углубление в разделении труда, освобождавшее квалифицированных рабочих от подсобных функций. Это явление нередко приводило к т. н. «припискам», когда выдающийся результат (или даже рекорд), являвшийся следствием труда целой бригады, в итоге приписывался только одному передовику. Однако рост производительности труда обеспечивался и реальными достижениями в его научной организации. Так, во время беспрецедентного соревнования советских и американских каменщиков в 1931 г.  советская система Центрального института труда показала себя более эффективной, чем американская система инженера Фредерика Уинслоу Тейлора.  Высшим достижением тейлоризма тогда считалась методика Джилбретта, позволявшая выкладывать 350 кирпичей в час. При помощи традиционного русского способа на открытом соревновании каменщик выложил 327 кирпичей, при помощи метода Джилбретта — 452, а метод ЦИТа позволил уложить 907 кирпичей.
Стахановское движение способствовало росту материального благосостояния самих рабочих. Так, например, в Караганде стахановское движение оказало серьёзнейшее влияние и на уровень заработной платы. Если среднюю месячную заработную плату карагандинских шахтёров в 1931 году принять за 100 %, то в 1934 году она составила 212 %, в 1935 году — 288 %, и в 1937 году — 374 %. Вдохновляло то, что стахановцам вне очереди выделяли отдельные квартиры с «меблировкой».
Власти и руководство предприятий использовали не только денежные методы стимулирования стахановцев. Им могли предоставляться квартиры вне очереди (нередко «с меблировкой», то есть уже обставленные мебелью), дефицитные в то время товары, бесплатные билеты на культурные мероприятия, путевки на курорты и т. д.. Использовались также методы нематериального стимулирования, такие как представление к почетным наградам (грамоты, значки), избрание на различные выборные должности, личные встречи с руководителями ВКП(б) и советского государства.
Вместе с тем некоторые рабочие относились к стахановскому движению с опаской из-за того, что в результате действия стахановцев рабочим-нестахановцам могли увеличить норму выработки, что при её невыполнении привело бы к снижению заработка. Однако во многих случаях эти опасения удавалось преодолеть, распространяя новые методы работы и вовлекая сомневающихся в социалистическое соревнование. 
14—17 ноября 1935 года состоялось Первое Всесоюзное совещание стахановцев в Кремле (Москва), которое подчеркнуло важную роль стахановского движения в социалистическом строительстве. На этом же совещании прозвучала ставшая впоследствии крылатой фраза: «Жить стало лучше, товарищи. Жить стало веселее. А когда весело живется, работа спорится… Если бы у нас жилось плохо, неприглядно, невесело, то никакого стахановского движения не было бы у нас. Отсюда высокие нормы выработки. Отсюда герои и героини труда. В этом, прежде всего, корень стахановского движения».
Во время Великой Отечественной войны стахановцы имели преимущество в продовольственном снабжении. Из приказа по Челябинскому рудоуправлению от 10 сентября 1942 года: «…Стахановцы всех квалификаций получают стахановский обед за выполнение стахановских норм, причём отпуск пищи производится последним в улучшенном ассортименте за отдельным стахановским столом. Стахановцы грузчики, забойщики, экскаваторщики, пильщики получают кроме стахановского обеда дополнительное шестое стахановское блюдо».

## Советский стахановец как культурно-психологический тип
Согласно исследованиям, советские стахановцы второй половины 1930-х годов по ряду параметров олицетворяли собой единый социокультурный тип. Присущими ему чертами были: сопричастность «общему делу», настойчивость в достижении поставленных целей, смелость, состязательность, тяга к знаниям, стремление к повышению профессионального уровня, ответственность за себя и коллектив. Из отрицательных черт выделялась повышенная амбициозность и вытекающее из неё стремление к постоянному вниманию к себе, а также к получению разного рода материальных и нематериальных преференций.
Сергей Кара-Мурза в своей книге Советская цивилизация (гл.10, 2001) трактовал стахановское движение как подвижничество, при котором его участники начинали «чувствовать материал».
Современные авторы отмечают, что деятельность стахановцев и рационализаторов реализуется в социальной среде, и такую среду необходимо организовывать, в чём и преуспело советское государство.
В современной трактовке, рационализаторы и изобретатели как социально активный элемент общества, его движущее меньшинство создают импульсы экономики и отличаются следующими признаками:
- желание влиять на содержание и результаты труда;
- ориентация на реальные, а не мифические достижения;
- ответственность за последствия своих действий;
- использование любых возможностей для реализации своего личностного потенциала;
- открытость нововведениям.

## Стахановцы
Одновременно с Алексеем Стахановым орденом Ленина было награждено 43 первостахановца — инициаторов стахановского движения в промышленности и на транспорте.

### Стахановцы в странах социализма
В Польше первым ударником труда и пропагандистским образцом для трудящихся стал шахтёр Винценты Пстровский, чья биография схожа с биографией Алексея Стаханова.
В Германской Демократической Республике первым ударником, именем которого было названо движение рабочих, является Адольф Хеннекке.
В Социалистической Федеративной Республике Югославия ударником и инициатором движения стал Алия Сиротанович, 24 июля 1949 года добывший за восьмичасовую смену 152 тонны (253 вагонетки) угля. Его рекорд в Югославии был побит уже через два дня, а в течение двух месяцев превышен многократно, но Сиротанович был первым и получил звание Героя Социалистического Труда и другие награды.
В Болгарии стахановское движение представляла Маруся Тодорова, ударник труда в текстильной промышленности из Варны и последовательница Валентины Гагановой. В 2016 году к своему девяностолетию Маруся Тодорова опубликовала на болгарском языке мемуары «Наше время», посвящённые оптимизации производства.

## Противодействие стахановскому движению
Органы НКВД с первых дней стахановского движения начали фиксировать предубеждение значительной части рабочих, инженерно-технической интеллигенции к нему и даже факты прямого саботажа. Такие факты, в частности, отражены  в папке Отраслевого государственного архива Службы безопасности Украины  «Переписка о вредительстве на заводах, шахтах, выступления против стахановского движения, о положении рабочих на заводах». Аналогичные настроения наблюдались и среди крестьян. 
Согласно докладной записке заместителя наркома внутренних дел Украины З. Кацнельсон секретарям ЦК КП (б) У С. Косиору и П. Постышеву про «саботаж и противодействие внедрению стахановских методов работы в промышленности» от 19 декабря 1935 года, по состоянию на 1 декабря 1935 г. в Донбассе было открыто 110 следственных дел по подобным фактам и привлечено 156 подозреваемых, из которых 77 человек были из бывших кулаков, помещиков, торговцев, шахтовладельцев, белых, полицейских, 22  – из бывших членов партии, исключённых за принадлежность к троцкистским группировкам и за совершение уголовных преступлений. Это расценивалось как организованное сопротивление классово враждебных элементов рабочему стахановскому движению.
На съезде стахановцев И.В. Сталин обозначил позицию руководства страны по отношению к стахановскому движению и его противникам: «Задача состоит в том, чтобы помочь стахановцам развивать дальше стахановское движение и распространять его вширь и вглубь на все области и районы СССР. ... И с другой стороны — обуздать все эти элементы из хозяйственных и инженерно-технических работников, которые упорно цепляются за старое, не хотят двигаться вперед и систематически тормозят развертывание стахановского движения. Придется в первую очередь убеждать, терпеливо и по-товарищески убеждать эти консервативные элементы промышленности в прогрессивности стахановского движения и в необходимости перестроиться на стахановский лад. А если убеждения не помогут, придется принять более решительные меры». 
Саботаж стахановского движения на предприятиях вплоть до прямых угроз, избиений и убийств стахановцев заставили органы правопорядка «бросить все силы на то, чтобы сломить сопротивление классово-враждебных элементов, ударить по саботажникам и контрреволюционным вредителям и обеспечить развертывание стахановского движения». Местным органам НКВД было поручено организовать особое агентурное наблюдение стахановских бригад для выявления саботажников, активных агитаторов, лиц, открыто угрожавших стахановцам за их работу. 
Циркуляры Верховного суда и Прокуратуры как СССР, так и РСФСР чётко определили квалификацию «противостахановских» преступлений:
«1. Обеспечить суровую репрессию по делам о преступном посягательстве против стахановцев, квалифицируя эти преступления в зависимости от конкретных обстоятельств дела по соответствующим статьям УК РСФСР (1926 года): ч. 2 ст. 73.1 («Сопротивление представителю власти»), ст. 58.10 («Контрреволюционная агитация»), ст. 58.8 («Террористический акт»);
2. Преступное противодействие развертыванию стахановского движения со стороны лиц административно-технического персонала квалифицировать в тех случаях, когда это совершается в контрреволюционных целях, — по ст. 58.7 («Вредительство») или ст. 58.14 («Контрреволюционный саботаж»), а в остальных случаях, в зависимости от конкретных обстоятельств дела, по статьям о должностных преступлениях — ст. 109 («Злоупотребление властью»), ст. 111 («Бездействие власти») и другим».
Дела по подобным преступлениям предполагалось рассматривать в показательных процессах.
Наблюдая растущее число приговоров по саботажникам, Прокуратура РСФСР проверила деятельность местных органов юстиции. Так, в Свердловской области, отметив «массовость в деле привлечения к ответственности — по 197 делам привлечено 288 человек — и применения уголовной репрессии по ряду таких дел, где можно было ограничиться лишь общественным воздействием»,  Прокуратура прекратила производство 28,4 % уголовных дел, а число осуждённых сократила на 27 %. Некоторые такие дела направлялись в товарищеские суды. В журнале «Советская юстиция» регулярно рассматривались  примеры из правоприменительной практики по делам о противодействии стахановскому движению.

## Память
В честь стахановского движения были названы улицы в ряде городов Советского Союза:
- Стахановская улица в Москве,
- Улица Стахановцев в Санкт-Петербурге,
- Стахановская улица и улица Стаханова в Екатеринбурге,
- Улица Стаханова в Орехово-Зуево,
- Стахановская улица в Ялте,
- Стахановская улица в Колпино (Санкт-Петербург),
- Стахановская улица в Перми,
- Улица и мост в Риге (Стахановиешу, с 1990 года улица и мост Славу),
- Стахановская улица во Пскове,
- Стахановская улица в Кирове,
- Стахановская улица в Архангельске,
- Стахановская улица в Мончегорске (Мурманская область),
- Стахановская улица и Стахановский переулок в Минске,
- Стахановская улица в Новоуральске,
- Стахановская улица в Бийске,
- Стахановская улица в Выксе (Нижегородская область),
- Стахановская улица в Ирбите (Свердловская область),
- Стахановская улица в Краснодаре,
- Стахановская улица в Муроме (Владимирская область),
- Стахановская улица в Арсеньеве,
- Стахановский проезд в Твери,
- Стахановская железнодорожная платформа в Самаре,
- Улица Стаханова в Липецке,
- Стахановская улица в Белой Церкви, Украина
- Улица Стаханова в Донецке, Украина
- Улица Стаханова в Макеевке, Донецкая область, Украина
- Стахановская улица в Горловке, Донецкая область, Украина
- Стахановская улица в Мариуполе, Донецкая область, Украина
- Улица Стаханова в городе Стаханов, Луганская область, Украина
- Улица Стаханова в городе Ирмино (Теплогорск), Луганская область, Украина
- Улица Стаханова в городе Алчевск (Коммунарск), Луганская область, Украина
- Улица Стаханова в городе Кировск, Луганская область, Украина
- Улица Стахановцев в Тюмени, Россия
- Остановка трамвая «Стахановский городок» в Таганроге
- Улица Стахановцев в городе Челябинске, Россия
- Улица Стахановская в городе Усть-Каменогорск, Казахстан
- Улица Стахановская в городе Ишимбай, Россия (Республика Башкортостан)
- Улица Стаханова в Торезе, Донецкая область